# Würzburg (Radar)

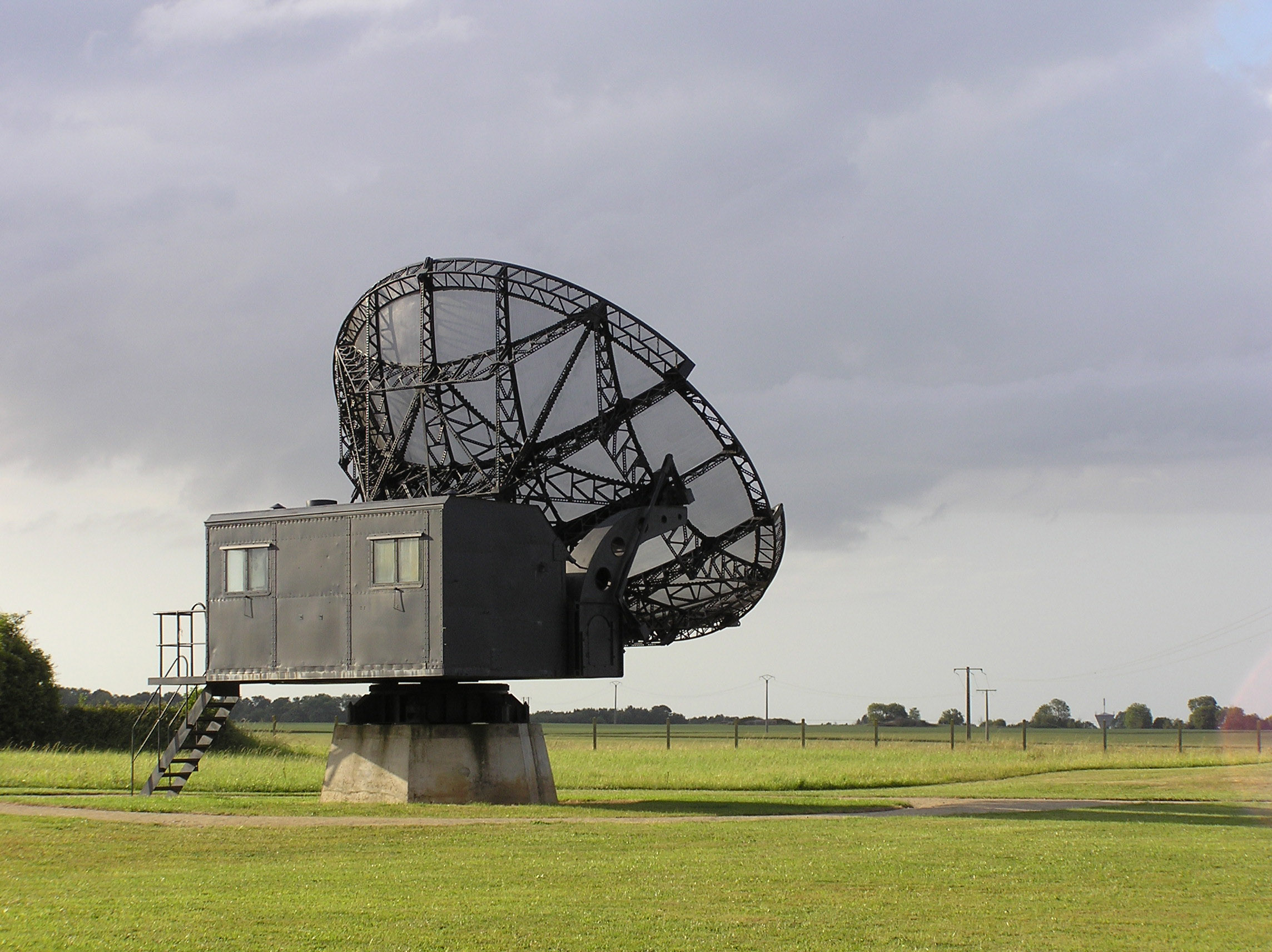
Erhaltener Würzburg-Riese (Eisenbahn-Ausführung). Museum Douvres-la-Délivrande, Normandie.

Der Deckname Würzburg wurde für das von Telefunken entwickelte mobile Funkmessgerät im Dezimeterwellen-Bereich (Bezeichnung: Funk-Sende-Empfangsgerät FuSE 62 bzw. Funk-Messgerät FuMG 62; anfangs auch FMG 39; Flak-Messgerät) verwendet, das die Luftwaffe der Wehrmacht im Zweiten Weltkrieg in großem Umfang zur Führung der Nachtjäger und bei der Flak einsetzte.
Zur genauen Erfassung von Entfernung und Höhe gegnerischer Flugzeuge arbeitete das FuMG 62 als eines der ersten Impulsradargeräte mit Dezimeterwellen auf einer Frequenz von 560 MHz (Wellenlänge 53,6 cm). Die Entwicklung begann Ende der 1930er-Jahre; die ersten Geräte kamen 1940 zum Einsatz. Insgesamt wurden vermutlich mehr als 4000 Geräte verschiedener Modellreihen hergestellt. Es wurde nach der Stadt Würzburg benannt, da der Leiter der Telefunken-Radarentwicklung Wilhelm Runge Städte als Decknamen bevorzugte (siehe auch Lichtenstein-Radar).

## Entwicklung

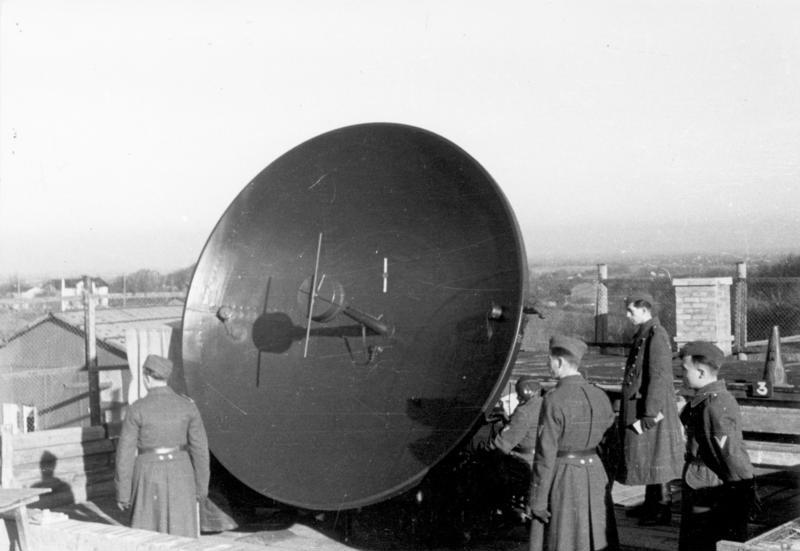
„Würzburg“-Gerät im Einsatz in Frankreich

Im Januar 1934 trafen sich Mitarbeiter der Telefunken-Gesellschaft mit deutschen Radar-Forschern, darunter dem Leiter der Forschungsanstalt der Nachrichten-Versuchsabteilung (NVA) der Reichsmarine, Rudolf Kühnhold, und dem Experten für Dezimeterwellen, Hans Erich Hollmann, um sie über ihre Arbeiten an einem Frühwarnradar zu unterrichten. Telefunkens Forschungsleiter Runge hielt ihre Ideen für Hirngespinste. Daraufhin schlossen sich die beiden Entwickler der Anfang 1934 gegründeten GEMA (Gesellschaft für elektroakustische und mechanische Apparate) an, um auch mit der Firma C. Lorenz bei der Entwicklung der Radarsysteme Freya und Seetakt zusammenarbeiten zu können.
Im Frühjahr 1935 erkannte Wilhelm Runge bei einem Versuch mit einem Dauerstrichradar, dass das Projekt durchführbar sein müsste, und setzte sich bei Telefunken für die Entwicklung eines eigenen Radarsystems ein. Da sich bei der Firma Lorenz bereits Erfolge im Frühwarnbereich abzuzeichnen begannen, legte er bei Telefunken den Schwerpunkt auf ein Feuerleitradar für den Nahbereich. Die Firmenleitung war allerdings so wenig interessiert wie Wilhelm Runge im Jahr zuvor und maß dem Projekt in der Entwicklung wenig Bedeutung bei. Das verhinderte aber nicht, dass bereits im Sommer nach dem Beginn der Entwicklung ein funktionierendes Experimentalgerät verfügbar war, das im 50-cm-Band in der Lage war, eine Ju 52 gut als Ziel zu erkennen. Im nächsten Sommer war aus dem Experimentalgerät ein Prototyp geworden (bekanntgeworden unter dem Namen Darmstadt), der eine Genauigkeit von 50 m auf 5 km Entfernung aufwies, was für ein Feuerleitradar wohl nicht ausreichend erschien. Im Herbst des Jahres 1938 beschleunigte ein Auftrag der Luftwaffe die Entwicklung.
Das fertige System wurde zunächst als FuMG 39 in der Erprobungsstelle Rechlin im Juli 1939 Hitler vorgeführt, gleichzeitig mit dem FuMG 39T Darmstadt. Die Gruppe bei Telefunken hatte ein recht genaues Gerät entwickelt, das in dem zu jener Zeit schwierig realisierbaren Dezimeterwellen-Bereich mit einer Frequenz um 560 MHz arbeitete. Das später in FuMG 62 umbenannte Gerät sendete eine Pulslänge von zwei Mikrosekunden bei einer Impulsfolgefrequenz von 3750 Hz, umschaltbar ab Modell FuMG 62 C auf 5000 Hz. Mit einer Pulsspitzenleistung von 7 bis 11 kW hatte es eine maximale Reichweite von 29 km und war auf 25 m genau. Die auf einem fahrbaren Anhänger montierte Parabolantenne hatte einen Durchmesser von etwa drei Metern und konnte für den Transport entlang der waagerechten Mittellinie zusammengeklappt werden.

## Modelle

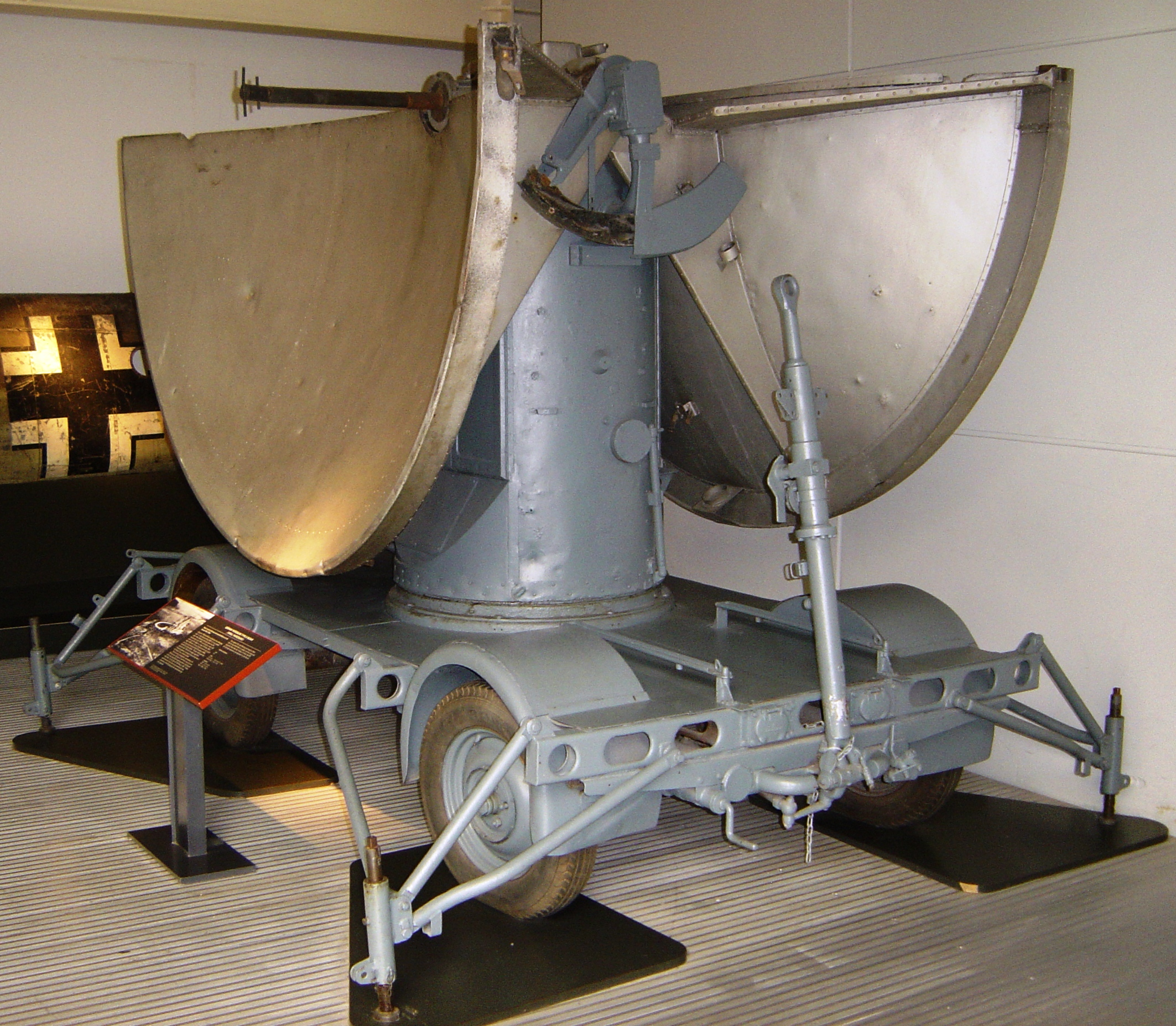
Würzburg Typ A im Imperial War Museum London

### Würzburg A
Im Herbst 1939 wurden 5000 Geräte von der Wehrmacht bestellt. Die erste Ausführung – das ab Anfang 1940 ausgelieferte Würzburg A – erforderte, das Maximum des vom Ziel reflektierten Impulses auf einer Kathodenstrahlröhre mit der Antenne einzujustieren. Weil sich nicht nur die Signalstärke selbst änderte und das Radar ja auch die Zielauffassung verlieren konnte, war das Verfahren nicht sehr genau und erforderte den Einsatz von Suchscheinwerfern zur Zielbeleuchtung, sobald mit dem Radar eine ungefähre Richtung ermittelt werden konnte. Trotzdem gelang einer Flakeinheit in Essen im Mai 1940 mit einem der ersten Würzburg-Geräte durch mündliche Zieleinweisung der Abschuss eines Flugzeugs. Ab Oktober 1940 wurden serienmäßige Geräte an die Wehrmacht ausgeliefert und bei der Flak benutzt.

### Würzburg B
Ein Versuchsgerät Würzburg B wurde noch mit einem Infrarotdetektor zur Verbesserung der Zielgenauigkeit ausgerüstet, aber diese Geräte erwiesen sich als unbrauchbar und die Produktion wurde eingestellt.

### Würzburg C

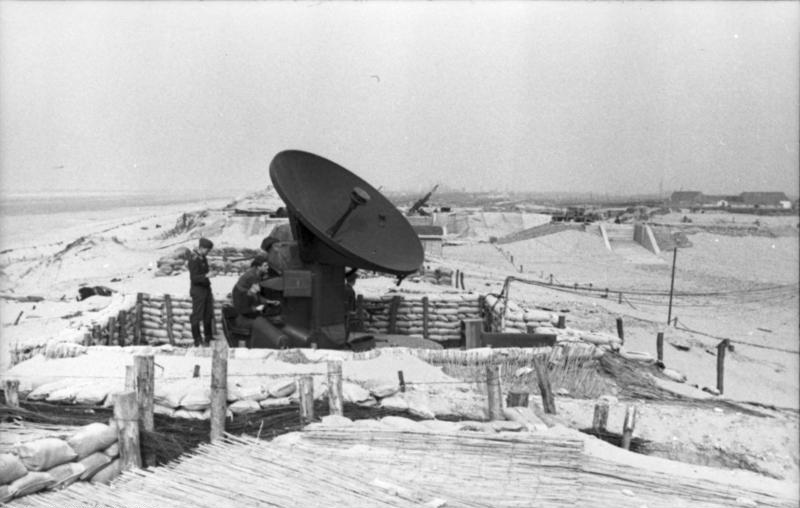
„Würzburg“-Radar in einer 8,8-cm-Flak-Stellung am Atlantikwall

Verbesserungen im Zielsystem führten zur Variante Würzburg C. Diese sendete mit zwei geringfügig vom Brennpunkt abweichend installierten Hornstrahlern, die wechselweise sendeten und mit hoher Geschwindigkeit umgeschaltet wurden. Die Echosignale wurden leicht zeitversetzt auf einem Oszilloskopschirm dargestellt. Als Ergebnis wurden zwei dicht nebeneinander liegende Spitzen auf dem Schirm dargestellt, die der Bediener auf der gleichen Höhe zu halten versuchte. Dieses System lieferte eine weit schnellere Rückmeldung von Änderungen der Zielposition, und weil jede Änderung in der Signalstärke beide Strahlkeulen betrafen, brauchte der Bediener nicht mehr unbedingt das Signalmaximum zu finden. Ein ähnliches System wurde in den Vereinigten Staaten als Feuerleitradar SCR-268 benutzt.

### Würzburg D

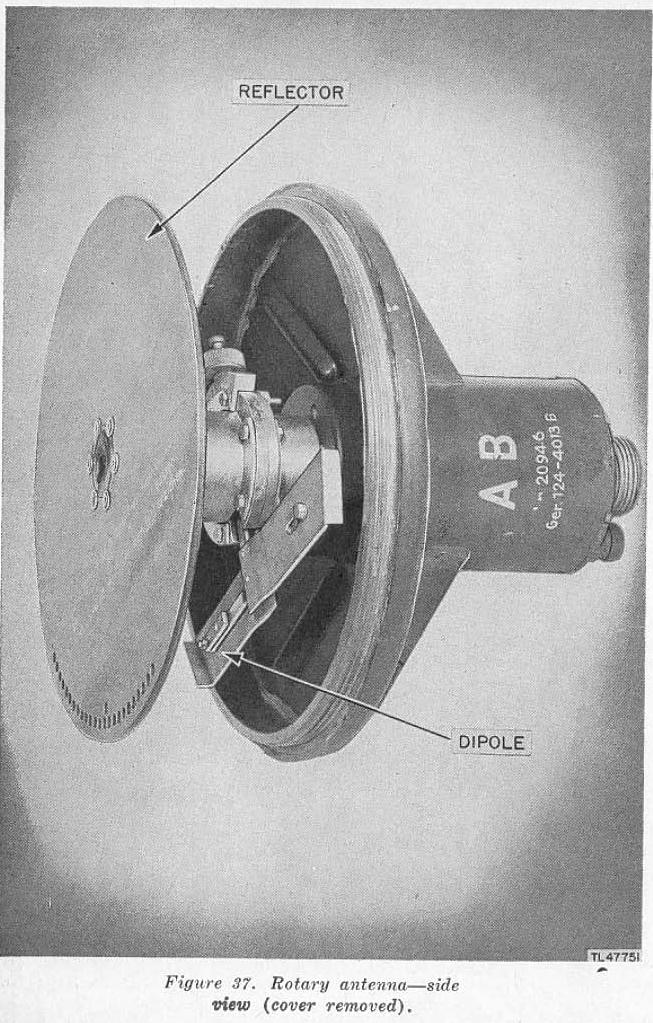
Details des „Quirls“ (Foto ohne Abdeckkappe)

Das 1941 eingeführte Modell Würzburg D wurde um ein konisches Abtastsystem durch eine versetzte Empfangsantenne erweitert, die sich mit 25 Hz drehte und deswegen auch „Quirl“ genannt wurde. Das sich daraus ergebende Signal wich leicht von der Hauptstrahlrichtung der Antenne ab und rotierte um die Strahlachse, die es in der Mitte überlappte. Wenn sich das Ziel auf einer Seite der Hauptstrahlrichtung der Antenne befand, veränderte sich die Signalstärke, wenn sich der Strahl darüber bewegte. Das ermöglichte es, die Antenne auf das axiale Signalminimum auszurichten und damit das Ziel im Fokus zu behalten. Außerdem konnte der Bereich des Signalminimums unter die Größe der Strahlweite der Antenne selbst reduziert werden, was die Genauigkeit drastisch erhöhte. Die Genauigkeit der Würzburg-D-Geräte betrug ungefähr zwei Grad in der Seitenrichtung (Azimut) und drei Grad in der Höhenrichtung (Elevation). Die bereits im Einsatz befindlichen Geräte wurden bei der Truppe generell auf den Stand des 'Würzburg D' aufgerüstet.

### Würzburg-Riese
Auch das Würzburg D war noch nicht genau genug für den direkten Feuerleitbetrieb. Um die Genauigkeit zu erhöhen, wurde das „FuMG 65 Würzburg-Riese“ entwickelt. Unter Beibehaltung der Wellenlänge von 53,6 cm und mit prinzipiell gleicher Schaltungstechnik wurde der Durchmesser der Parabolantenne von drei auf rund 7,5 m Durchmesser mehr als verdoppelt. Zusammen mit der erhöhten Pulsspitzenleistung ergab sich nun eine Reichweite von 70 km. Die Seitenrichtgenauigkeit wurde auf 0,2°, die Höhenrichtgenauigkeit auf 0,1° gesteigert, was für ein Feuerleitradar mehr als ausreichend war. Das insgesamt 15 t  schwere Gerät (davon 11 t drehbarer Teil mit Parabolspiegel und Bedienraum) war aber jetzt zu groß, um noch auf Straßen mobil einsetzbar zu sein. Die Würzburg-Riesen konnten daher nur ortsfest oder beweglich auf Eisenbahnwaggons („FuMG 65 E“) verwendet werden. Während des Krieges wurden ungefähr 1500 Geräte produziert und vorwiegend zur Führung der Nachtjäger der Luftwaffe verwendet sowie zur Feuerleitung auf den großen Flaktürmen installiert.

### Würzburg-Riese Gigant
Das weiterentwickelte Würzburg Riese Gigant verfügte über eine Sendeleistung von 160 kW, ging aber nicht in Produktion.

## Operation Biting und Vergleich mit britischen Geräten
Eine Würzburg-Radarstellung an der französischen Kanalküste bei Bruneval wurde in der Nacht vom 27. auf den 28. Februar 1942 bei der „Operation Biting“ von 120 britischen Fallschirmjägern überfallen. Wesentliche Teile des Gerätes sowie ein Mann des Bedienpersonals wurden nach Großbritannien gebracht. Die mit der Untersuchung beauftragten Techniker waren von dem modularen Aufbau des Radargerätes beeindruckt, der eine Wartung bzw. Fehlerbehebung sehr erleichterte. Die Modulbauweise erlaubte es, dass das Bedienpersonal der Wehrmacht keine Kenntnisse der Technik zu haben brauchte, wie es auf britischer Seite der Fall war. Auffallend war auch, dass das Würzburg-Gerät nur über eine geringe Bandbreite verfügte und eine feste Frequenz verwendete. Zudem war die damalige Ausführung durch einfache Maßnahmen („Düppel“ bzw. „Window“) zu stören.
Der Bruneval-Überfall brachte die Wehrmacht dazu, unter anderem mit dichten Rollen aus Stacheldraht zusätzliche Sicherungen an den Radarstellungen aufzubauen, was diese jedoch aus der Luft leichter erkennbar machte. Auf britischer Seite wurde im August 1942 das Radar-Forschungsinstitut (Telecommunications Research Establishment, TRE) aus dem küstennahen Swanage (Dorset) nach Malvern (Worcestershire) ins Landesinnere verlegt, um einem gleichartigen Angriff von deutscher Seite aus vorzubeugen.

## Evaluation in der Schweiz ab September 1944
Im November 1943 reiste eine Schweizer Delegation auf Einladung des Reichsluftfahrtministeriums nach Berlin, wo ihr Funkmessgeräte vorgeführt und der Verkauf von zwei Einheiten in Aussicht gestellt wurden. Die Kriegstechnische Abteilung (KTA) des Eidgenössischen Militärdepartements (EMD) informierte die Luftwaffe im September 1944, dass zwei Telefunken-Funkmess-Geräte in der Schweiz erprobt werden könnten. Nach einem Versuchsaufbau waren Mitarbeiter von Telefunken Berlin und ein RLM-Experte für die Einweisung des Betriebspersonals zugezogen worden.